# Ian Cutler
Ian Cutler (Londen, 22 december 1953) is een Britse violist en fiddler. 
Hij begint met vioolspelen als hij zeven jaar oud is. Eerst streefde hij een carrière na in de klassieke muziek, maar zijn belangstelling keerde naar folkmuziek. Zijn eerste wapenfeit was het toetreden tot de folkband Hockett, ook wel Magnet genoemd. Enige wapenfeit van de band was de muziek bij de film The Wicked Man van Gary Carpenter.
Daarna trad Cutler toe tot de band Bully Wee met wie hij een aantal muziekalbums opnam. Na Bully Wee kwam de band Crabs. Daarna verdween hij in het clubcircuit, spelend met diverse medefolkmusici. In 2007 duikt zijn naam op bij de voormalige folkband Strawbs. Hij speelde mee op het album The Boy in the Sailor Suit van Dave Cousins; hij ging ook mee op tournee met Cousins, resulterend in het album Duochrome. Toen Strawbs in 2008 The Broken Hearted Bride uitgaf speelde Cutler mee op de openingstrack The call to action.

## Discografie
- 2002: Slaughterhouse
- 2003: Slaughterhouse live